# Distritos de Córdoba
La ciudad de Córdoba (España) está gobernada y administrada por el Ayuntamiento de Córdoba. Desde el 8 de julio de 2008 se divide en 10 distritos (divisiones territoriales de gestión), coordinados por Juntas de Distrito, que a su vez se subdividen en barrios:
| Distrito/ habitantes           | Barrios | Ubicación                                  |
| ------------------------------ | --- | ------------------------------------------ |
| Centro 49.127                  | • San Basilio • Huerta del Rey-Vallellano • La Catedral • San Francisco-Ribera • Santiago, San Pedro, El Salvador y la Compañía, La Trinidad, Centro Comercial, San Miguel-Capuchinos, San Andrés-San Pablo, La Magdalena, Cerro de la Golondrina-Salesianos, San Lorenzo, Santa Marina, Campo de la Merced-Molinos Alta, Ollerías, El Carmen. |                                            |
| Levante 53.134                 | Viñuela-Rescatado, Fuensantilla-Edisol, Sagunto, Levante, Fátima y Zumbacón-Gavilán. |                                            |
| Noroeste 35.236                | Huerta de la Reina, Las Margaritas, Moreras, Arruzafilla, Noreña, Parque Figueroa y Huerta de Santa Isabel. |                                            |
| Norte-Sierra 38.570            | Valdeolleros, Santa Rosa, Asomadilla, El Cámping, El Tablero, El Patriarca, El Brillante, El Naranjo y Huerta de San Rafael. |                                            |
| Poniente-Norte 13.457          | Parque Azahara, Electromecánicas, Palmeras, Miralbaida y San Rafael de la Albaida. |                                            |
| Poniente-Sur 42.715            | Parque Cruz Conde, Vista Alegre, Polígono de Poniente, Nuevo Poniente, Huerta de la Marquesa, Ciudad Jardín, Cercadilla-Medina Azahara y Olivos Borrachos. |                                            |
| Sur 36.939                     | Guadalquivir, Sector Sur, Fray Albino y Campo de la Verdad-Miraflores. |                                            |
| Sureste 30.645                 | El Arenal, Arcángel, Santuario, Fuensanta, Cañero y Fidiana. |                                            |
| Periurbano Este-Campiña 10.789 | Cerro Muriano, Alcolea y Santa Cruz | (No se muestran los distritos periurbanos) |
| Periurbano Oeste-Sierra 18.373 | Villarrubia, El Higuerón y Trassierra | (No se muestran los distritos periurbanos) |